# نمل أرمان
نمل الأرمان (الاسم العلمي:†Armania) هو جنس منقرض من حشرات الزنابير شبيهة النمل.

## أنواع نمل الأرمان
- نمل أرمان الصلب
- نمل أرمان الرؤيسي
- نمل أرمان البدائي
- نمل أرمان الفضولي